# Muscle droit latéral de l'œil
Le muscle droit latéral du bulbe de l'œil ou muscle droit latéral de l'œil (Musculus rectus lateralis bulbi oculi) ou  muscle droit externe de l’œil est un muscle oculomoteur et un des quatre muscles droits de l'œil. Il permet par sa contraction d'orienter le regard en abduction, c'est-à-dire en dehors.

## Description

### Origine
Le muscle droit latéral du bulbe de l'œil a une double origine
- une inférieure par la languette externe du ligament de Zinn fixé sur le corps du sphénoïde et qui présente à son origine, une ouverture, l'anneau de Zinn qui laisse passer le nerf oculomoteur, le nerf abducens et le nerf nasal
- une supérieure, accessoire, de la gaine fibreuse du nerf abducens.

### Trajet
Le muscle droit latéral du bulbe de l'œil se dirige en avant et en dehors en s'élargissant pour venir se réfléchir sur globe de l'œil et se porter en avant et en dedans.
Près de son extrémité antérieure, une expansion fibreuse se détache de sa face externe. Elle se dirige en avant et latéralement en s'élargissant pour se fixer sur le rebord et sur la paroi latérale de l'orbite en arrière et au-dessus du ligament palpébral latéral.
Dans la littérature, elle est nommée expansion fibreuse du muscle droit latéral du bulbe de l'œil ou aileron externe du muscle droit externe de l’œil ou aileron ligamenteux externe du muscle droit externe de l’œil.

### Insertion
Le muscle droit latéral du bulbe de l'œil s'achève par une aponévrose large et aplatie sur la partie antéro-externe de la sclérotique, en dehors de l'iris.

## Innervation
Il est innervé par le nerf abducens, VIe paire des nerfs crâniens qui l'aborde par sa face interne.

## Vascularisation
Il est vascularisé par une branche de l'artère musculaire inférieure branche de l'artère ophtalmique.

## Action
En faisant tourner la partie antérieure du globe oculaire vers l'extérieur, il porte le regard vers l'extérieur.

## Rapports
Il est en rapport, en dehors avec la paroi latérale de l'orbite, en dedans, en arrière avec le nerf optique, en avant avec le globe oculaire

## Galerie

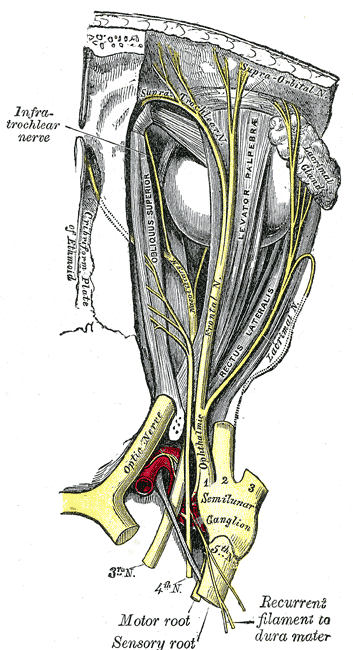
Nerfs de l'orbite. Vue supérieure.
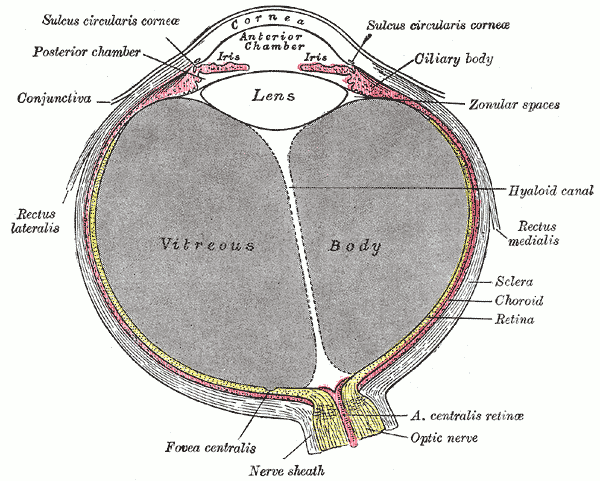
Section horizontale du globe oculaire.
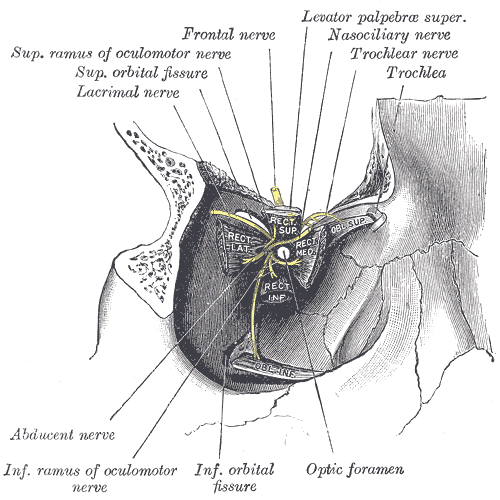
Dissection montrant les muscles droit de l'œil et les nerfs entrant par la fente sphénoïdale.
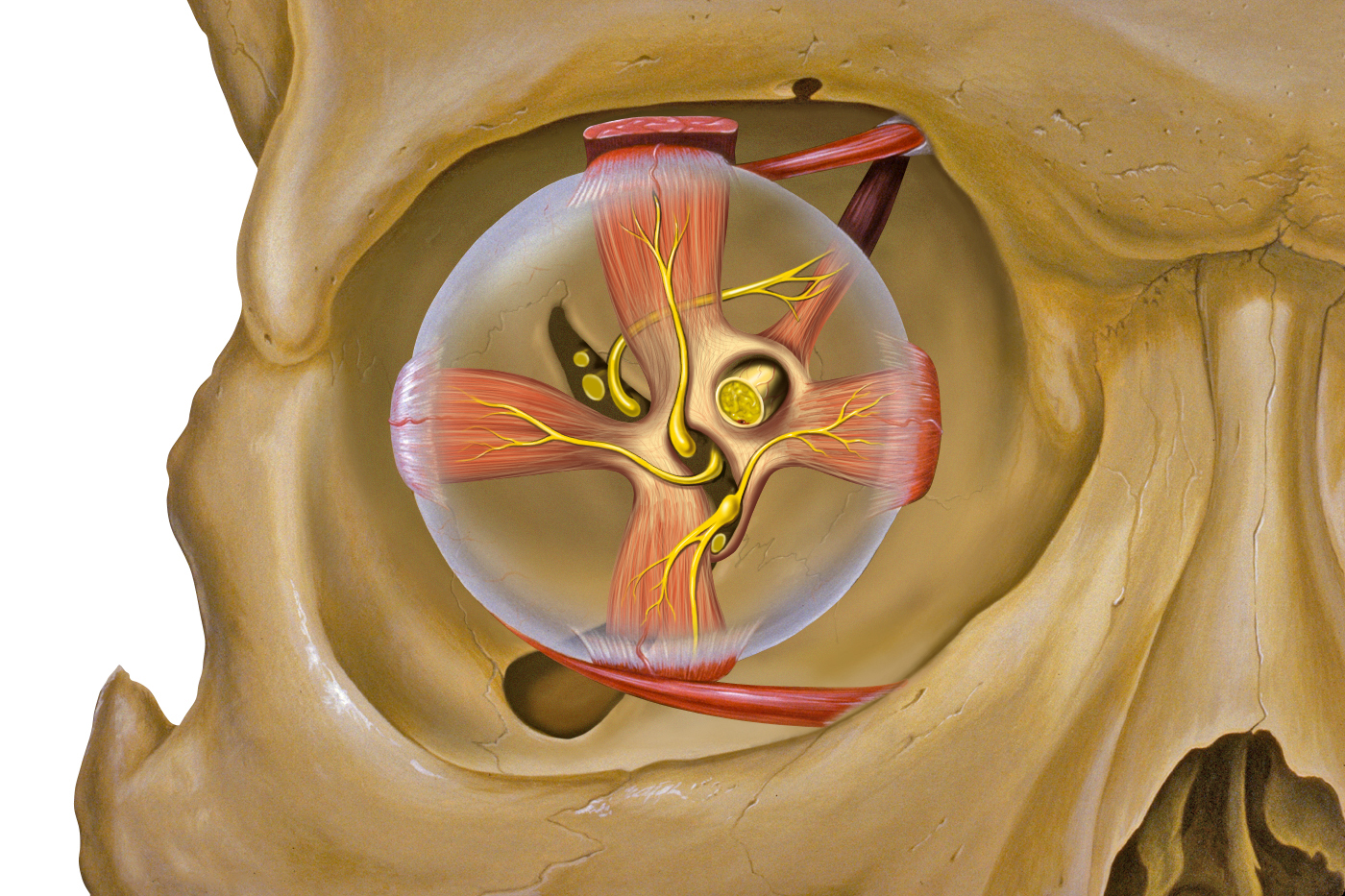
Fente sphénoïdale; Tendon de Zinn.